# 247 до н. е.

## Події
- Цінь Ши Хуан-ді став князем (ваном) держави Цінь.
- 14/15 квітня — початок ери Аршакідів.

## Магістрати-епоніми
Римська республіка консули: Луцій Цецилій Метелл та Нумерій Фабій Бутеон.